# Rogniedino
Rogniedino – osiedle typu miejskiego w Rosji, w obwodzie briańskim. W 2010 roku liczyło 3158 mieszkańców.